# دوغلاس روس (سياسي)
دوغلاس روس (بالإنجليزية: Douglas Ross)‏ (ولد 9 أبريل 1983 في المملكة المتحدة -) سياسي بريطاني، نشط في حزب المحافظين. شغل منصب وزير الدولة لشؤون اسكتلندا منذ 17 ديسمبر 2019 حتى استقالته في 26 مايو 2020.
في الانتخابات التشريعية البريطانية 2017، انتخب عضو برلمان المملكة المتحدة الـ57 عن دائرة موراي وقد انضم خلال فترته النيابية ‏ (8 يونيو 2017 – ) للكتلة البرلمانية حزب المحافظين وفي 2016 Scottish Parliament election ‏، انتخب Member of the 5th Scottish Parliament ‏ عن دائرة Highlands and Islands (Scottish Parliament electoral region) ‏ وقد انضم خلال فترته النيابية ‏ (5 مايو 2016 – 13 يونيو 2017) للكتلة البرلمانية الاسكتلنديون المحافظون ‏.

## روابط خارجية
- دوغلاس روس على موقع Soccerway.com (الإنجليزية)